# Hypoprepia inculta
Hypoprepia inculta är en fjärilsart som beskrevs av Edwards 1882. Hypoprepia inculta ingår i släktet Hypoprepia och familjen björnspinnare. Inga underarter finns listade i Catalogue of Life.